# RWD-10
RWD-10 byl polský akrobatický letoun používaný polským sportovním letectvím v letech 1933–1939, zkonstruovaný konstrukčním týmem RWD (Jerzy Drzewiecki, Stanisław Rogalski, Bronislaw Žurakowski) a byl vyráběn továrnou DWL (Doświadczalne Warsztaty Lotnicze).

## Vznik a vývoj
Potřebu rychlých akrobatických jednosedadlovek uspokojila továrna DWL sérií vysokovýkonných hornoplošníků RWD-10, vysoce obratných, schopných konkurence se zahraničními typy. Jedinou jejich nevýhodou byly dosti nespolehlivé pohonné jednotky. První prototyp RWD-10 (SP-ALC) létal s motorem Cirrus Hermes IIB o výkonu 77,2 kW/105 k, ale pro sériovou výrobu byly určeny a také použity licenční motory PZInż. Junior o jmenovitém výkonu 110-120 k. (Państwowe Zakłady Inżynierii, licence Walter Junior).
Hlavním designérem byl ing. Jerzy Drzewiecki z týmu RWD. Letoun byl zalétán v červenci 1933 pilotem Kazimierzem Chorzewským na varšavském letišti Okęcie. Výsledky s prototypem nebyly uspokojivé, letadlo bylo směrově i výškově nestabilní.

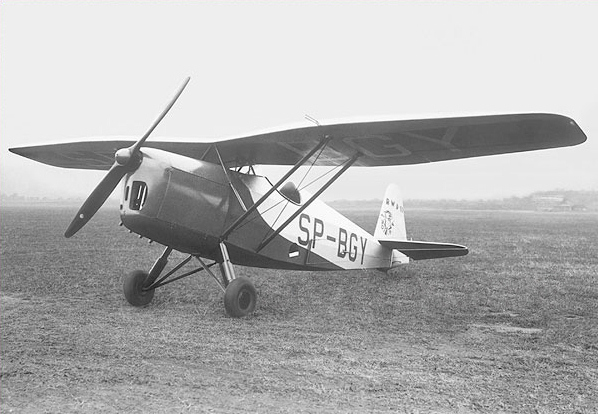
První sériový RWD-10 (motor Walter Junior) s imatrikulací SP-BGY (Aeroklub Krakowski)

Původním záměrem konstruktérů bylo nabídnout armádě cvičné a sportovní letadlo pro výcvik vojenských pilotů, ale vojenské letectví se o toto letadlo nezajímalo. Zvláště nepříznivý postoj vyznával vůči konstrukcím DWL-RWD velitel polského letectva, generál Ludomił Rayski. Po nezbytných úpravách (prodloužení trupu, odstranění destabilizujících kapotáží, výměna motoru) bylo dosaženo zlepšení charakteristik letadla. V roce 1935 po zkušebních testech v ITL (Instytut Badaň Technicznych Lotnictwa) ve Varšavě získal upravený letoun schválení pro provoz. První sériový RWD-10 (SP-BGY) se odlišoval motorem PZInż. Junior a fotokulometem K-28.
V roce 1936 polovojenská organizace L.O.P.P. (Liga Obrony Powietrznej i Przeciwgazowej, Liga obrany protiletadlové a protiplynové) objednala 20 letounů (peníze byly získány z příspěvků L.O.P.P. a z veřejných příspěvků na rozvoj polského civilního letectví). Sériová výroba byla zahájena na jaře 1937. Polský letecký rejstřík uvádí prototyp z roku 1933 (SP-ALC) a 21 letounů vyrobených v roce 1937. V roce 1938 byly postaveny další dva. Celkem bylo vytvořeno 24 kusů RWD-10 včetně prvního prototypu, další zdroj uvádí až 26 letounů.

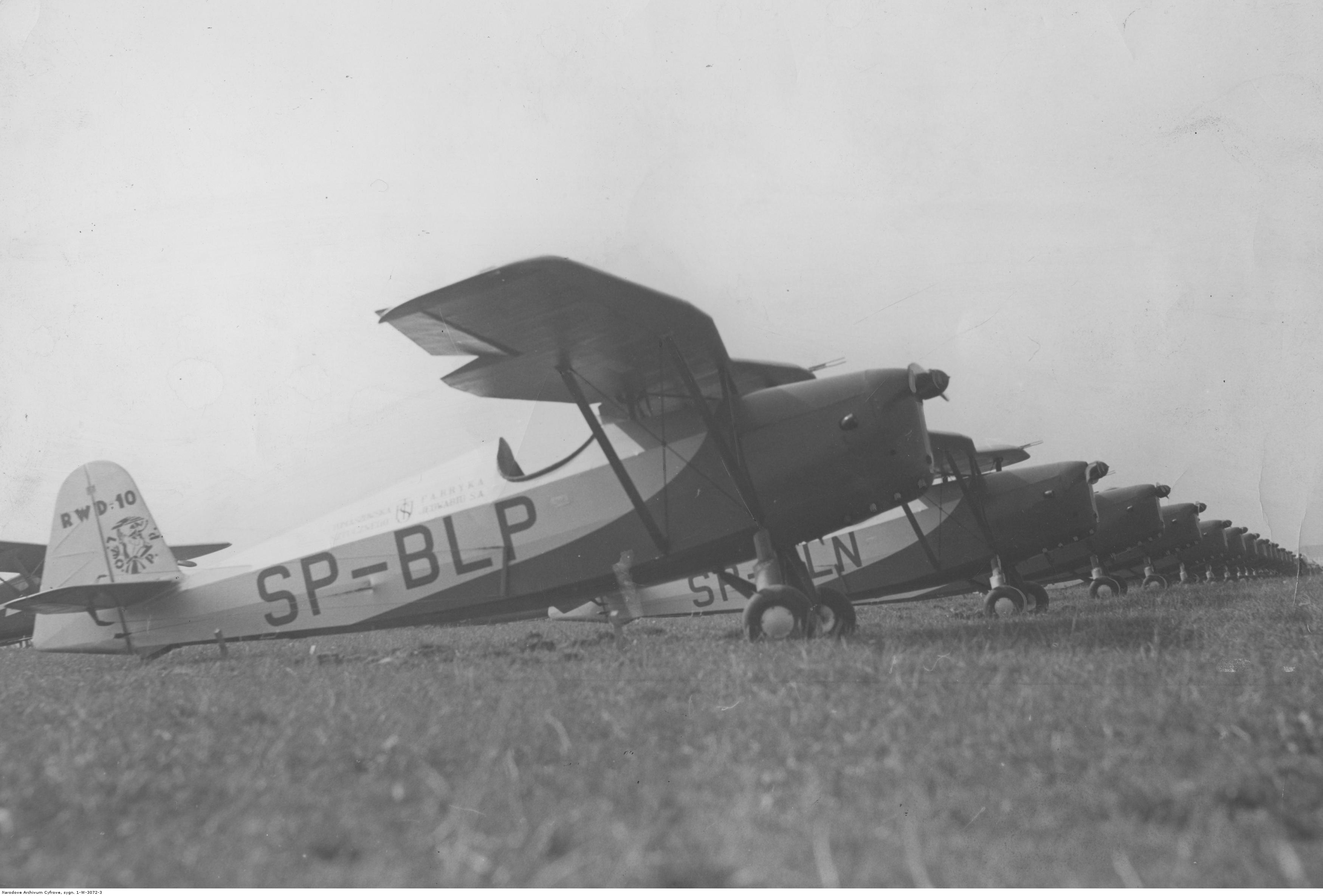
Předávka letadel RWD-10 vyrobených DWL a financovaných L.O.P.P., Mokotówské letiště ve Varšavě (září 1937)

## Popis letounu
RWD-10 byl jednomístný, jednomotorový hornoplošník typu parasol smíšené, ocelo-dřevěné konstrukce pokryté plátnem. Křídlo lichoběžníkového tvaru bylo tvořeno dřevěným rámem se dvěma nosníky, které bylo spojeno s trupem baldachýnem. Vpředu potažené překližkou a plátnem. Křídlo bylo podepřeno centrální pyramidou a dvojitými rovnoběžnými vzpěrami. Trup s pravoúhlým průřezem byl svařen z ocelových trubek, obklad z překližky a pokryt plátěným potahem. Horní a dolní část trupu byla zaoblená.
Pevná část ocasní plochy byla dřevěné konzolové konstrukce, pokrytá překližkou (stabilizátory). Pohyblivé části (výškovky a směrovka) byly pokryty plátnem a byly ovládány táhly vedenými po vnější části trupu. Pilot seděl v otevřeném kokpitu a proti proudu vzduchu byl chráněn pouze čelním štítkem. Konvenční pevný, brzděný dvoukolový podvozek se vzduchovými tlumiči a s ostruhou vzadu.
Motor byl kryt plechem z hliníkové slitiny. Čtyřválcový vzduchem chlazený motor PZInż. Junior s jmenovitým výkonem 110 k (82 kW ) a startovacím výkonem 120 k (90 kW ). Kapacita palivové nádrže 54 l, spotřeba 25 l/h. Dvoulistá, dřevěná vrtule Szomański s pevným nastavením.

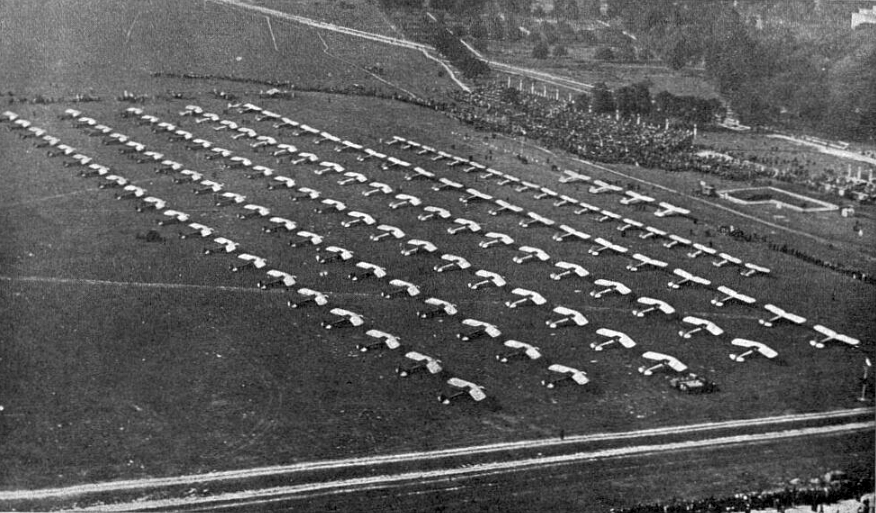
Předávka 123 letadel vyrobených DWL na letišti Mokotów Varšava (zprava v prvé řadě 4 sanitní letadla RWD-13, v druhé řadě 19 akrobatických letounů RWD-10, dále 20 turistických RWD-13 a v posledních čtyřech řadách 80 školních strojů RWD-8)

## Použití
Teprve po Mezinárodním závodu turistických letadel Challenge (28. srpna - 16. září 1934), kde letouny RWD-9 obsadily 1., 2., 7., 8. a 15. místo, se aerokluby začaly o letouny RWD více zajímat. RWD-10 měl díky své malé velikosti relativně výkonný motor, který v kombinaci s vynikající ovladatelností vedl k výborným schopnostem pro akrobacii. Letouny používaly především polské aerokluby (Poznaň, Krakov, Varšava, Gdaňsk, Lvov a slezský ), několik si jich ponechala polovojenská organizace L.O.P.P. (Liga letecké a protiplynové obrany). V aeroklubech sloužily i pro výcvik stíhacích pilotů Polského letectva (SP-ALC a SP-KTT navíc působily u štábní letky). Sériová letadla RWD-10 dostala křídla podobné konstrukce jako křídla stíhačky PZL P.11c, které v té době tvořilo základ polských stíhacích letadel.
První veřejná, akrobatická produkce provedená Andrzejem Włodarkiewiczem se konala ve dnech 14.–15. září 1935 ve Varšavě při příležitosti konání soutěže balónů Pohár Gordona Bennetta. Další letoun RWD-10 (SP-BGT) se zúčastnil balkánské rally (27. května–13. června 1937), demonstračních letů v Bukurešti, Sofii, Bělehradě, Athénách a Budapešti.
Před vypuknutím druhé světové války po haváriích při akrobacii byla ztracena tři letadla. V září 1939 bylo jedno letadlo RWD-10 (SP-BLZ) použito v Krakově jako průzkumný, kurýrní letoun a druhé letadlo z aeroklubu Vilnius (tehdy hlavní město polského, vilenského vojvodství) přeletělo do Lotyšska. Ostatní byla zničena během invaze do Polska v září 1939.

## Uživatelé
- Polsko
  - Polské aerokluby
  - L.O.P.P.

## Specifikace
Údaje podle

### Technické údaje
- Osádka: 1 pilot
- Rozpětí: 7,5 m
- Délka: 6,2 m
- Výška: 1,9 m
- Nosná plocha: 9,0 m2
- Plošné zatížení: 52,8 kg/m2
- Prázdná hmotnost: 350 kg
- Vzletová hmotnost: 475 kg
- Pohonná jednotka: 1 × vzduchem chlazený invertní čtyřválcový řadový motor PZInż. Junior (licence Walter Junior)
- Výkon pohonné jednotky:
  - Nominální, jmenovitý výkon: 81,9 kW (110 k) při 2000 ot/min
  - Maximální, vzletový výkon: 88,2 kW (120 k) při 2200 ot/min
- Vrtule: dvoulistá, dřevěná Szomański s pevným nastavením

### Výkony
- Maximální rychlost: 230 km/h
- Cestovní rychlost: 180 km/h
- Přistávací rychlost: 95 km/h
- Dostup: 6 000 m
- Dolet: 360-400 km
- Stoupavost: 5,2 m/s (2 min. 55 s do 1 000 m)